# Tectitethya raphyroides
Tectitethya raphyroides är en svampdjursart som beskrevs av Sarà och Bavestrello 1996. Tectitethya raphyroides ingår i släktet Tectitethya och familjen Tethyidae.
Artens utbredningsområde är havet kring Caymanöarna. Inga underarter finns listade i Catalogue of Life.